# Маккейн, Мисти
Мисти Маккейн (англ. Misty McCaine, Англия) — британская порноактриса, лауреатка премии AVN Awards.

## Биография
Родилась в Англии. Дебютировала в порноиндустрии в 1991 году. Снималась для таких студий, как Evil Angel, VCA, X-Kiss, Sascha Alexander Productions, Relish и других.
В 1992 году получила AVN Awards в категории «лучшая лесбийская сцена» за An American Buttman In London вместе с Кэрри Джонс.
Ушла из индустрии в 2008 году, снявшись в 18 фильмах.

## Награды и номинации
| Год  | Церемония  | Результат | Номинация               | Работа                        |
| ---- | ---------- | --------- | ----------------------- | ----------------------------- |
| 1992 | AVN Awards | Победа    | Лучшая лесбийская сцена | An American Buttman In London |

## Избранная фильмография
- MILF Magic
- American Buttman in London